# Абико (станция, Тиба)
Станция Абико (яп. 我孫子駅 абико эки) — железнодорожная станция на линиях Нарита и Дзёбан, расположенная в городе Абико, префектуры Тиба. Станция расположена в 31,3 километра от конечной станции линии Дзёбан — Уэно, и в свою очередь является конечной станции для Ветки Абико линии Нарита.

## История
Станция была открыта 25 декабря 1896 года на линии компании Nippon Railway. 1 апреля 1901 года началось сообщение между станций Абико и станцией Нарита по линии компании Narita Railway Company. 1 ноября 1906 года компания Nippon Railway была национализирована и вошла в состав государственной компании Japanese Government Railway (JGR). Компания Narita Railway была так же национализирована 1 сентября 1920 года и название линии сменили на Линия Нарита. После Второй Мировой войны Japanese Government Railway поменяла название на Japan National Railways (JNR). Грузовое сообщение на линии было прекращено 1 октября 1974 года. Станция вошла в сеть компании East Japan Railway Company после приватизации JNR 1 апреля 1987 года.

## Линии
- East Japan Railway Company
  - Линия Дзёбан
  - Линия Нарита

## Планировка станции

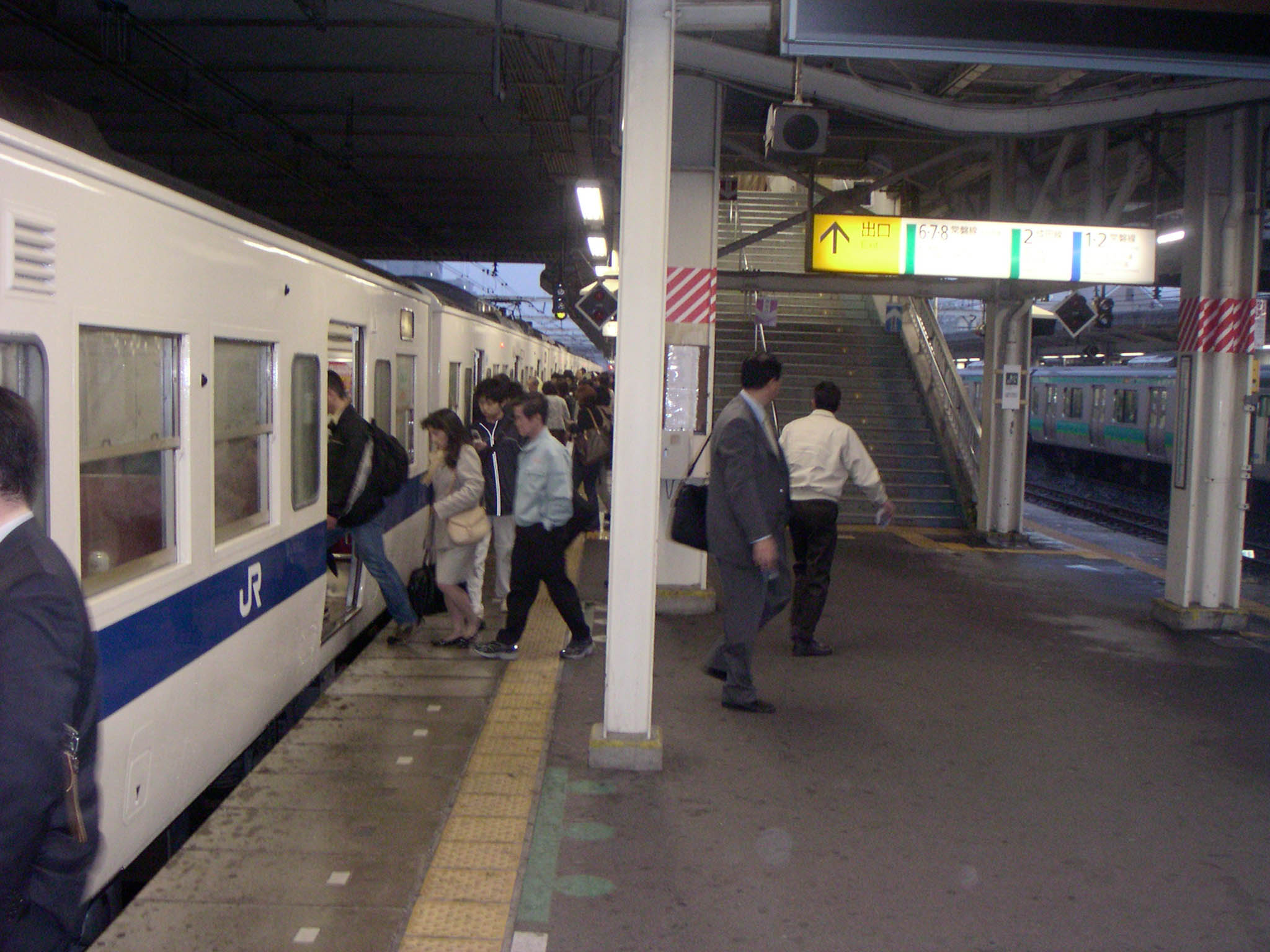
Платформа станции Абико

7 путей, 3 платформы островного типа и 1 платформа бокового типа.
| 1 | ■ Линия Дзёбан (Скорая)  | Тэннодай ,Торидэ, Цутиура, Мито              |  |
| 2 | ■Линия Дзёбан (Скорая)   | Тэннодай, Торидэ, Цутиура, Мито              |  |
| 2 | ■Линия Дзёбан (Скорая)   | Касива, Мацудо, Кита-Сэндзю, Уэно            |  |
| 2 | ■Линия Нарита            | Кохоку, Киороси, Нарита                      |  |
| 3 | ■ Не обслуживается       | нет платформы                                |  |
| 4 | ■Линия Нарита            | Кохоку, Киороси, Нарита                      |  |
| 4 | ■Линия Дзёбан (Скорая)   | Касива, Мацудо, Кита-Сэндзю, Уэно            |  |
| 5 | ■ Линия Дзёбан (Скорая)  | Касива, Мацудо, Кита-Сэндзю, Уэно            |  |
| 6 | ■Линия Дзёбан (Местная)  | Тэннодай, Торидэ                             |  |
| 6 | ■Линия Дзёбан (Местная)  | Касива, Син-Мацудо, Кита-Сэндзю, Ёёги-Уэхара |  |
| 7 | ■Линия Дзёбан (Местная)  | Тэннодай, Торидэ                             |  |
| 7 | ■Линия Дзёбан (Местная)  | Касива, Син-Мацудо, Кита-Сэндзю, Ёёги-Уэхара |  |
| 8 | ■ Линия Дзёбан (Местная) | Касива, Син-Мацудо, Кита-Сэндзю, Ёёги-Уэхара |  |

## Близлежащие станции
| «             |               | Линия        |                       | »                     |
| Линия Дзёбан  | Линия Дзёбан  | Линия Дзёбан | Линия Дзёбан          | Линия Дзёбан          |
| ------------- | ------------- | ------------ | --------------------- | --------------------- |
| Кита-Касива   | Кита-Касива   | Local        | Тэннодай (в часы пик) | Тэннодай (в часы пик) |
| Касива        | Касива        | Rapid        | Тэннодай              | Тэннодай              |
| Линия Нарита  |               |              |                       |                       |
| (Кита-Касива) | (Кита-Касива) | —            | Хигаси-Абико          | Хигаси-Абико          |